# Douglas Nicolodi
Douglas Nicolodi (Mormaço, 9 giugno 1988) è un giocatore di calcio a 5 brasiliano naturalizzato italiano.

## Carriera
Soprannominato il "folletto di Mormaço", Nicolodi ha debuttato con la nazionale italiana durante la prima gara degli azzurri nel torneo "Quattro Nazioni" del 2010 vinta per 5-3 contro la Romania. La seconda presenza in nazionale del giocatore avviene oltre un anno più tardi, durante il torneo Tre Nazioni. Nell'occasione Nicolodi realizza la sua prima rete azzurra ai danni della Croazia, battuta a domicilio per 4-1. Il 17 gennaio 2022 viene incluso nella lista definitiva dell'Italia per il campionato europeo 2022.

## Palmarès

### Competizioni nazionali
- Campionato italiano: 1

Pescara: 2014-15
- Supercoppa italiana: 1

Pescara: 2015
- Campionato di Serie A2: 1

Cisternino: 2016-17 (girone B)
- Coppa della Divisione: 1

Real Rieti: 2018-19

### Competizioni giovanili
- Coppa Italia Under-21: 1

Bisceglie: 2008-09